# Diastema lehmannii
Diastema lehmannii là một loài thực vật có hoa trong họ Tai voi. Loài này được Regel mô tả khoa học đầu tiên năm 1889.